# Pasekh Pekhmate
Pasekh Pekhmate is een bestuurslaag in het regentschap Aceh Tenggara van de provincie Atjeh, Indonesië. Pasekh Pekhmate telt 279 inwoners (volkstelling 2010).